# Herman Dijo
Herman Dijo (Tamanredjo, 2 mei 1935 - Groningen, 27 september 2015) was een Surinaams-Nederlands musicus, dirigent, liedschrijver en musicoloog. Hij won in 1972 met zijn lied Kembang melatie de Ramoedith-prijs tijdens het eerste pop-Jawa-festival. In Suriname was hij voorman van Bintangs Herman Dijo. In Nederland leidde hij meerdere muziekkorpsen en The Surinam Brothers, en had hij de muzikale leiding over enkele kindermusicals. Het Nieuwsblad van het Noorden omschreef hem in 1986 als: op het Westelijk halfrond de grootste kenner van Surinaamse muziek.

## Biografie

### Jeugd
Herman Dijo was een zoon van een houthakker. Zijn vader beitelde voor hem een gitaar in elkaar van massief hout. Zijn schoolhoofd gaf hem afgedankte snaren en later zijn gitaar omdat hij hem niet meer gebruikte. Dijo leerde zichzelf gitaar spelen, evenals saxofoon, trompet, klarinet, viool en orgel. Ook maakte hij zich het spelen van gamelan eigen. Het schoolhoofd leerde hem om tweestemmig te zingen. Hij reisde tijdens zijn leven zeven keer naar Bandung in Indonesië en leerde daar op de angkloeng spelen. Zijn ouders repatrieerden en hij zou nakomen, maar ging niet toen de boot niet terugkwam om de tweede groep op te halen. Thuis leerde hij al zijn kinderen muziek spelen.
Hij richtte in 1967 Bintangs Herman Dijo op, met onder meer de gitarist John Resodikromo in de gelederen. Vanuit zijn werk meldde hij zich vervolgens aan bij de politiekapel. Hij werd hier saxofonist en kreeg 's ochtends twee uur de tijd om te repeteren. De kapel betekende een leerschool voor hem; hij leerde er marsmuziek, ouvertures en lichte muziek.

### Prijs eerste pop-Java-festival
De pop-Jawa kende onder invloed vanuit Indonesië in die tijd een grote interesse onder Javaanse Surinamers. Toen de Javaanse organisatie Tri Djokko Muljo in 1972 voor de eerste keer het jaarlijkse pop-Jawa-festival organiseerde, zong Marlene Maridjan het winnende lied Kembang melati (jasmijnbloem) dat door Dijo geschreven was. Hiervoor ontving hij de Ramoedith-prijs. Zijn zoons maakten deel uit van de groep Suara Istana (stem van het paleis) die Maridjan begeleidde. Later schonk de familie-Dijo de authentieke geluidsopname, tekst en het notenschrift van het winnend lied aan de Stichting Jawa Muziek, met het doel om er uiteindelijk een plaats aan te geven in een nog op te richten Jamu-museum. Hij gaf zelf leiding aan Suara Istana, onder meer tijdens het concert van de Indonesische artiesten Ennykusrini en Rivany in de Sporthal van Paramaribo.

### Dirigent en muziekdocent
In 1975 verhuisde Dijo naar Nederland en kwam via Utrecht, Zevenaar, Alkmaar en Rotterdam in Sauwerd terecht, ten westen van de stad Groningen. In de regio gaf hij op drie scholen voor voortgezet onderwijs muziekles. In 1981 slaagde hij voor het diploma koordirectie aan het Stedelijk Conservatorium. Naast zijn werk en deeltijdopleiding, schreef hij tot in de late avond aan arrangementen.
Sinds circa 1978 leidde hij het fanfareorkest Ons Ideaal en introduceerde daar een Wan odi waarin Surinaamse deuntjes in verwerkt waren. Ook leidde hij het ensemble van de RSG Winkler Prins in Veendam. In Midlaren introduceerde hij jazzritmes en won zijn orkest met improvisatie en zonder bladmuziek een eerste prijs. Verder introduceerde hij Zuid-Amerikaanse samba. Ook componeerde hij eigentijdse krontjong. Onder zijn dirigentschap van tien jaar haalde hij De Eendacht uit Groningen-Stad uit een dal door nieuwe muziekstijlen te introduceren.

### Musicoloog en leider kindermusicals
Hij kwam in 1986 als kenner van Javaans-Surinaamse muziek aan het woord in een uit drie afleveringen van een special van Feduco. Volgens het Nieuwsblad van het Noorden, in 1988, was hij op het Westelijk halfrond de grootste kenner van Surinaamse muziek.
Hij schreef ook een kindermusical, Kopro karoe, waarin ook Hindoestanen en Creolen meespeelden. Het theaterspel gaat over een multiculturele samenleving, waarin rassen met elkaar mengen en de huidskleur lichter wordt. Voor de musical leerde hij kinderen srimpi dansen. Verder had hij in 1986 de muzikale leiding over de musical West Side Story die kinderen opvoerden in Veenlust in Veendam. Daarnaast trad hij in de jaren 1980 op met The Sur Brothers, ook wel de Surinam Brothers genoemd.
Dijo werd benoemd tot lid van zowel de Orde van Oranje-Nassau als de Ere-Orde van de Gele Ster. Op 27 september 2015 overleed hij op 80-jarige leeftijd in Groningen.